# Aalborg Historiske Museum
Aalborg Historiske Museum är ett danskt kulturhistoriskt museum för Ålborg och den södra delen av Nordjyllands Amt. Det är en del av Nordjyske Museer, en paraplyorganisation som också innefattar bland andra Hadsund Egns Museum och Hals Museum.
Museet stiftades år 1863 och finns i en byggnad på Algade 48 i Ålborg från 1879. Museet byggdes ut 1893–1895.
Museet öppnade den 9 juni 1863, i hyrda lokaler i Aalborg, bl.a. på Nørregade. 1874 inleddes ett samarbete med Aalborg Kunstforening, för att bygga en gemensam museibyggnad med en donation av marken på Algade 46–48 från Aalborg kommun. En museibyggnad uppfördes och museet öppnade i juli 1879. 1893 utvidgades byggnaden till den storlek den har idag. Fram till 1972 fungerade Aalborg Historiska Museum även som konstmuseum. Det flyttades till Nordjyllands konstmuseum, i det då nybyggda ART i Aalborg.

## Historik
Aalborg Historiske Museum stiftades för att berätta om stadens och den omgivande regionen historia under de senaste 1 000 åren. Museet grundades 1863, vilket gör det till ett av de äldsta provinsmuseerna i Danmark. Det nuvarande museet byggdes 1878 och utvidgades i början av 1890-talet för att inrymma den växande samlingen av föremål från regionens tidigaste invånare fram till modern tid.
Aalborg Historiska Museum har roterande utställningar från sina stora samlingar och är särskilt känt för sina fina silver- och glassamlingar. Museet har också en stor samling kläder och textilier från 1700-talet till nutid.
Av särskilt intresse är Aalborgstuen från 1602. Dess välbevarade renässanspanel i trä påstås vara 'Den bäst bevarade medelklassrenässansinteriören' i Danmark.
På 1950-talet genomförde Aalborg Historiska Museum en serie arkeologiska utgrävningar på platser från järnåldern och vikingatiden i området, inklusive Lindholm Høje, vilket till slut resulterade i Lindholm Høje Museet vid Lindholm Høje.
Åren 1994 och 1995 genomförde museet utgrävningar på platsen för det tidigare gråbrödraklostret i centrala Aalborg. Utgrävningarna resulterade i skapandet av det "in situ" underjordiska Gråbrødrekloster Museum.

### 2000-talet
År 2004 gick flera organisationer samman för att bilda Nordjyllands Historiska Museum, senare benämnt Nordjyske Museer. Denna administreras av en kommitté med tolv medlemmar, som består av medlemmar från de konstituerande organisationer som Nordjyske Museer utgör. Organisationerna är Museisamfundet i Hadsund, Museisamfundet för Hals kommun, Ålborgs historieförening, Nordjyllands arkeologiska förening, Historiska samfundet i Himmerland och Kjaer distrikt samt Nordens kulturhistoriska samfund Jylland. Paraplyorganisationen samordnar forskning, uppsökande program, utbildningsprogram, samt förvaltar de många fastigheterna på Nordjylland som har bevarats av de olika organisationerna.

## Utställningar
Museets utställningar täcker Aalborgs utveckling genom olika tidsperioder, bland annat vikingatid, medeltid, renässans och industrialisering. Dessutom har museet också en samling av glas- och silverföremål.
Om Aalborgs tidigaste historia från 750–1574 handlar utställningen om Gavelhuset. Denna utställning är baserad på en arkeologisk utgrävning 2007–2008, på Algade 9, där ett gavelhus från 1574 låg. Utställningen berättar om Aalborgs ursprung som handelsplats, och stadens utveckling från vikingatid till medeltid. Utställning visar artefakter från de fyra grophusen på Algade 9, som hittades vid utgrävningen, bl.a. en bärnstensring från 900-talet samt olika mynt och sten- och bronsföremål.
Museets utställning om Nordjylland under renässansen visar mycket om medborgarnas vardag från 1536–1660. Dessutom ställer museet  ut ett renässanspanelrum, Aalborgstuen, från 1602. Museet har även utställningar om livet i Aalborg på 1900-talet, bland annat om andra världskriget och industrialiseringens inflytande på Aalborg fram till idag.

## Aalborgstuen från 1602
Aalborgstuen är ett smeknamn för ett välbevarat boaserat rum från renässansen. Rummet är byggt i ek och furu och byggdes ursprungligen i ett gavelhus som låg i hörnet av Østerågade och Ved Stranden i Aalborg. Det boaserade rummet överläts till museet, överlämnat av Aalborg Håndværkerforening, som hade övertagit ägandet av fastigheten 1866.
Det boaserade rummet har visats på museet i över 100 år.

## Sønderholmskvinnan
Sønderholmskvinnan, som ställs ut på museet, är en grav från omkring år 400, som hittades och grävdes ut 1973. I graven finns skelettet av en cirka 40-årig kvinna och resterna av ett bröstsmycke som består av bronsnålar och pärlor från området kring Rhen.

## Galleri

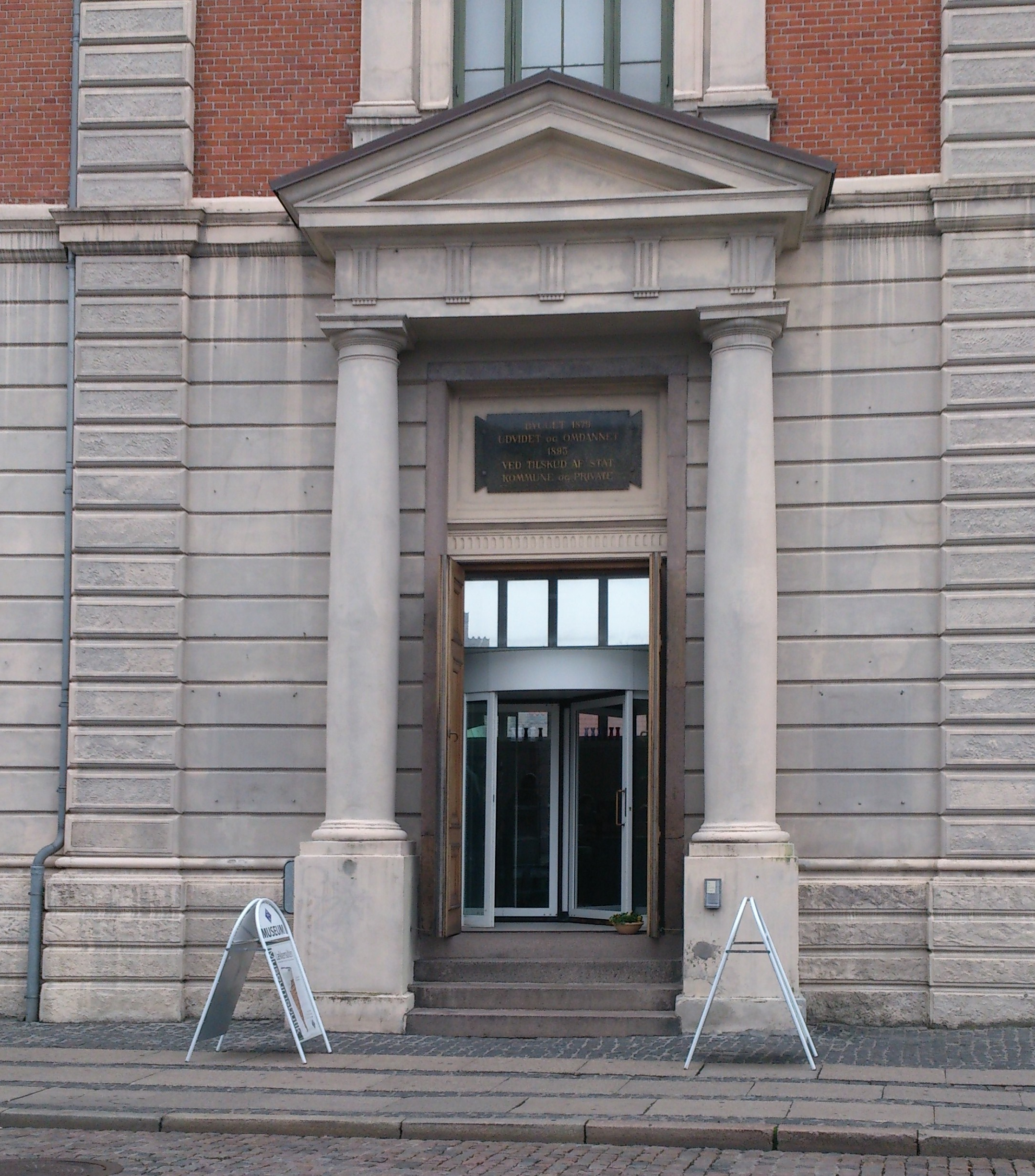
Entrén till Aalborg Historiske museum
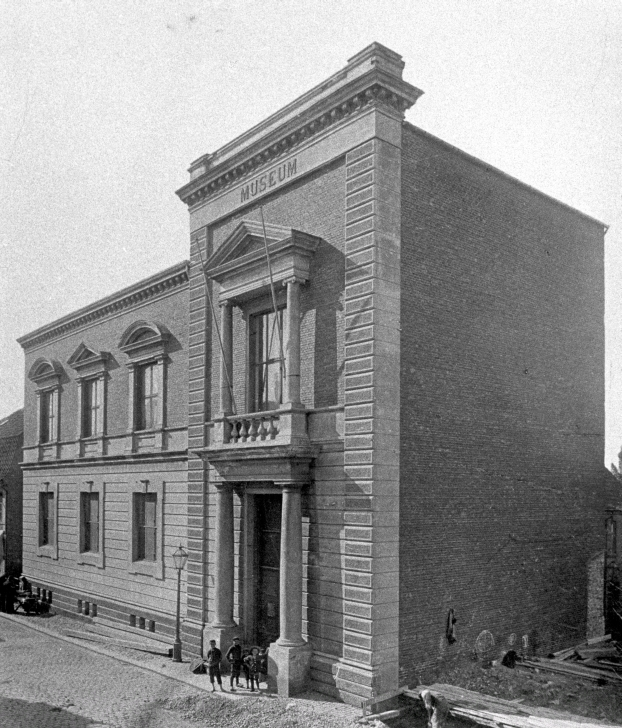
Aalborg Historiske Museum 1893, innan det utvidgades, Foto:Gotfred Jensen, Aalborg Stadsarkiv
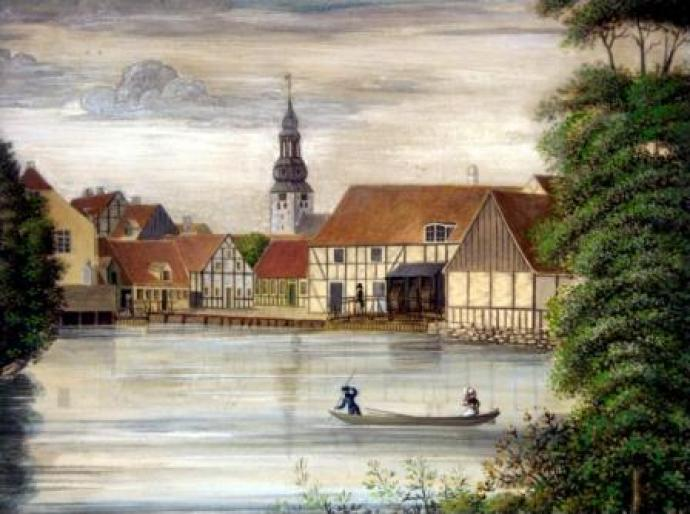
Gammal kvarn målad av vinhandlare Bock cirka 1830
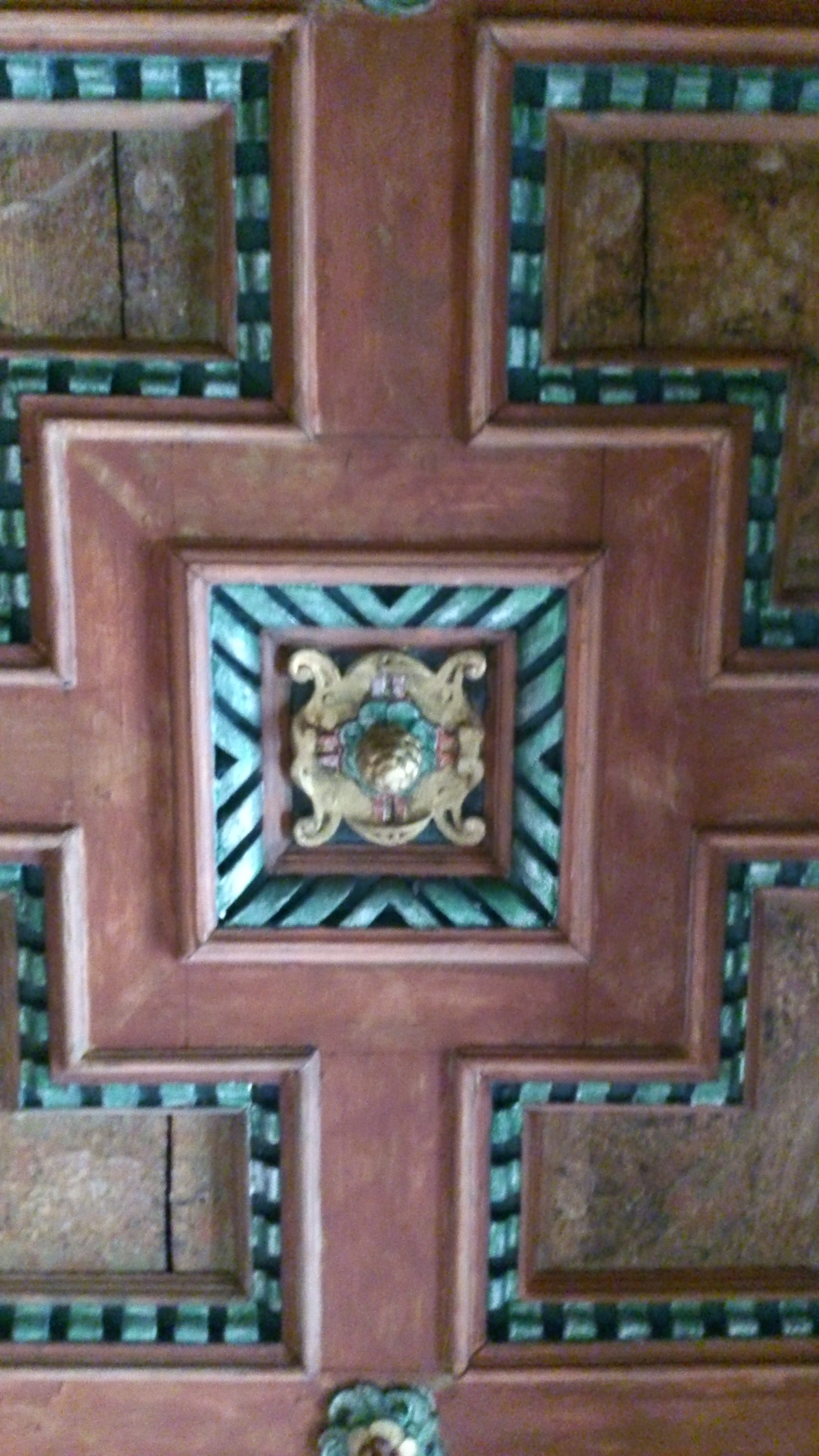
Takpanel i Aalborgstuen, 1602